# Clément VIII
Pour les articles homonymes, voir Clément VIII (homonymie) et Aldobrandini.
Clément VIII (en latin Clemens VIII, en italien Clemente VIII), de son nom de baptême Ippolito Aldobrandini, né à Fano le 24 février 1536 et mort à Rome le 3 mars 1605, est le 231e évêque de Rome et donc pape de l’Église catholique du 30 janvier 1592 au 3 mars 1605.
Il obtient la conversion d'Henri IV, qui met fin en France aux guerres de Religion. Il encourage la paix entre la France et l'Espagne, et la France et la Savoie. Il a peu de pitié pour ses adversaires, présidant le procès et l'exécution de Giordano Bruno et mettant en œuvre des mesures strictes à l'encontre des résidents juifs des États papaux.

## Jeunesse et éducation
Né à Fano dans une famille de la noblesse florentine, Ippolito Aldobrandini étudie le droit sous la direction de son père avocat, Silvestro Aldobrandini. Il fait carrière dans l'Église comme avocat consistorial puis auditeur de la Rote et de la Daterie apostolique.

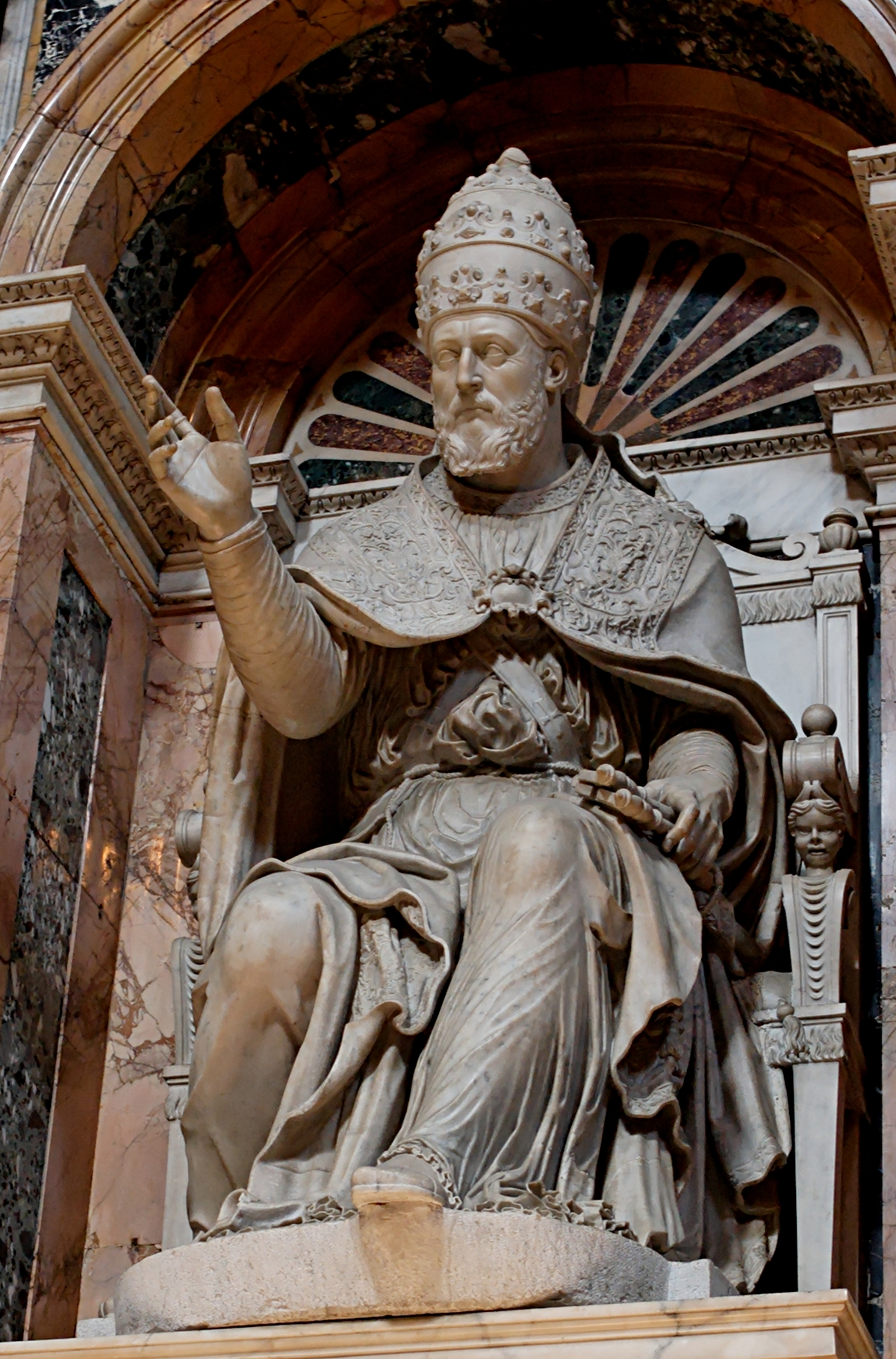
Clément, statue dans la basilique Sainte-Marie-Majeure, Rome.

## Cardinal
Ippolito Aldobrandini est créé cardinal en 1585 par le pape Sixte-Quint. Ce dernier le nomme grand pénitencier en janvier 1586. En 1588, il l'envoie comme légat en Pologne. Il y est assisté du naturaliste Michele Mercati, dont il fera son médecin personnel.
Il prend pour directeur de conscience le réformateur Philippe Neri, son confesseur depuis trente ans. Par sa diplomatie, il s'attache la reconnaissance des Habsbourg en faisant libérer l'archiduc Maximilien III d'Autriche, prétendant au trône de Pologne.

## Pape

### Élection
En 1591, la mort d'Innocent IX ouvre un conclave qui dure du 10 au 30 janvier 1592. Une minorité déterminée de cardinaux italiens refuse les injonctions de Philippe II d'Espagne. Le choix du cardinal Aldobrandini apparaît comme le présage d'une politique européenne plus équilibrée et libérale. Le  nouvel élu prend le nom de Clément VIII, dépourvu de toute connotation politique.

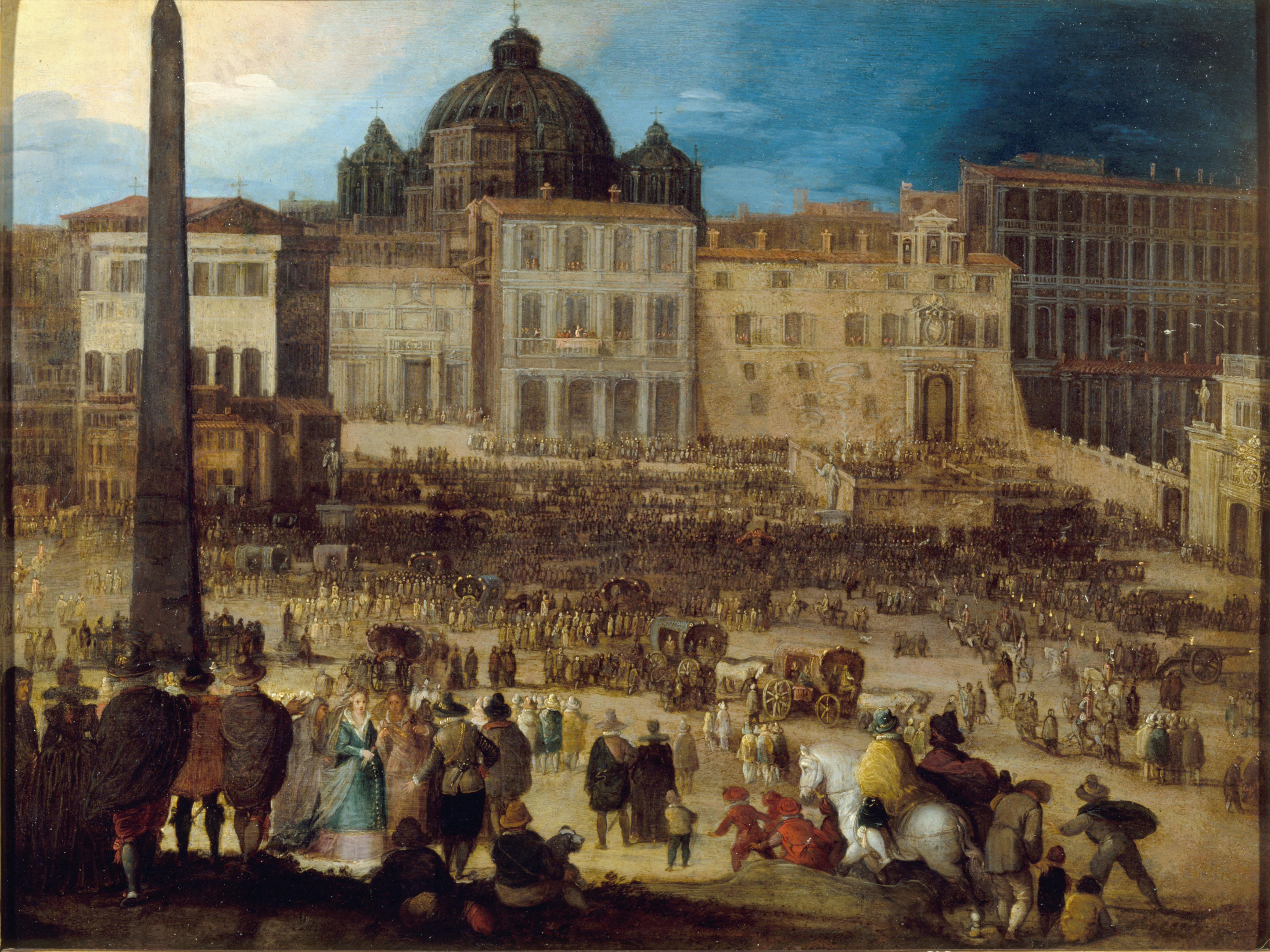
Élection du pape Clément VIII (toile de Louis de Caullery).

### Pontificat
Clément VIII, en tant qu'homme politique, souhaite libérer la papauté de la tutelle espagnole.
Dès 1590, une semaine après la mort de Sixte-Quint, la congrégation des cardinaux interrompit la publication de la vulgate qui était à peine sortie de presses. On lui reprochait des corrections trop drastiques et trop personnelles qui pourraient prêter le flanc à la critique des protestants. À la place, son successeur Grégoire XIV donne ordre de préparer une version corrigée qui se révèle à peine meilleure. L'essentiel du texte préparé par Sixte V a été conservé, mais on a rétabli nombre de doublons omis et intégré une grande partie des corrections de la commission Carafa qui avait travaillé à partir de quelques manuscrits des versions grecque et hébraïque. Le travail fut expédié en 19 jours. La mort de Grégoire XIV et le bref pontificat d'Innocent IX firent que la  vulgate sixto-clémentine ne fut promulguée qu'après l'élection de Clément VIII. Elle fera autorité dans l’Église catholique jusqu'au concile Vatican II.
En 1595, le Synode de Brest, en Lituanie, rallie à Rome une grande partie du clergé et du peuple ruthènes.
En 1597, Clément VIII fonde la congrégation de Auxiliis (en) chargée de régler la controverse théologique qui oppose alors Dominicains et Jésuites quant au rôle respectif de la grâce efficace et du libre arbitre. Le débat semble condamner l'opinion du Jésuite Molina, qui privilégie le libre arbitre. Mais les Jésuites ont acquis une grande influence. Ils mènent des missions d'évangélisation à l'étranger, notamment au Paraguay et en Chine. Leur rôle essentiel incite le pape à la prudence. Il s'abstient de les condamner officiellement. En 1611 puis en 1625, un décret interdit toute discussion sur la question. Toutefois, la publication de commentaires sur Thomas d'Aquin contourne cette prescription.
En 1600, après de longs travaux issus du concile de Trente, il publie un cérémonial éponyme.

### Nominations et canonisations
Clément VIII élève au cardinalat Cesare Baronio, Robert Bellarmin, Francisco de Toledo, Arnaud d'Ossat, Jacques Davy du Perron, François de Sourdis et plusieurs autres.
Il fait canoniser :
- Hyacinthe de Cracovie le 17 avril 1594 ;
- Julien de Cuenca (en) le 18 octobre 1594 ;
- Raymond de Peñafort en 1601.

### Jubilé de 1600
Le 19 mai 1599, la bulle Annus Domini placabilis décrète le Jubilé de 1600. Ouverte le 31 décembre 1599, la Porte Sainte est refermée le 13 janvier 1601. Trois millions de pèlerins visitent Rome, dont 200 000 le jour de Pâques 1600.
Mais le 17 février 1600, à l'instigation de Clément VIII, le philosophe Giordano Bruno, convaincu par l'Inquisition romaine d'avoir professé des hérésies et pratiqué la magie noire, est brûlé vif sur le Campo de' Fiori. Pour l'humilier, par cruauté et pour le réduire au silence, on l'attache nu au poteau après lui avoir cloué la langue sur une planchette de bois.

### Fermeté mais intolérance
En matière de politique intérieure, Clément VIII se montre aussi ferme que son prédécesseur Sixte V, pape de 1585 à 1590. Il met fin par la force au banditisme qui ravage l'Ombrie et les Marches. Il châtie aussi les désordres de la noblesse romaine. Dès 1592, il condamne à mort plusieurs fauteurs de troubles dont Troio Savelli, descendant d'une illustre famille. Il n'épargna pas non plus la jeune parricide Beatrice Cenci, violée par son père. Stendhal, Alberto Moravia et Percy Bysshe Shelley l'érigeront en héroïne. Sourd à l'opinion populaire, Clément VIII refuse pour l'exemple de lui accorder sa grâce. Dans cette affaire, la convoitise des biens de la famille Cenci au profit des Aldobrandini semble avoir pesé davantage que le scrupule moral.
Clément VIII entend faire régner la plus stricte orthodoxie religieuse. Par son intervention personnelle, deux hommes accusés d'hérésie sont envoyés au bûcher : le meunier Menocchio en 1599 puis en février 1600, durant l'Année sainte, le philosophe Giordano Bruno (voir supra : Jubilé de 1600).
Clément VIII prend également des mesures contre les Juifs. Il leur interdit toute activité commerciale dans l'enclave papale d'Avignon. Le 25 février 1593, sa bulle Cæca et obdurata (La perfidie aveugle et endurcie des Juifs) renouvelle l'interdiction à eux faite de s'installer en dehors des ghettos de Rome et d'Ancône. En outre, il condamne la littérature talmudique et cabalistique. La bulle Cum Hebræorum malitia (Quand la méchanceté des Juifs), promulguée le  28 février 1593, accuse ces ouvrages de contenir des blasphèmes contre la foi chrétienne et les livre au feu.

## Politique étrangère

### Pacification de la France

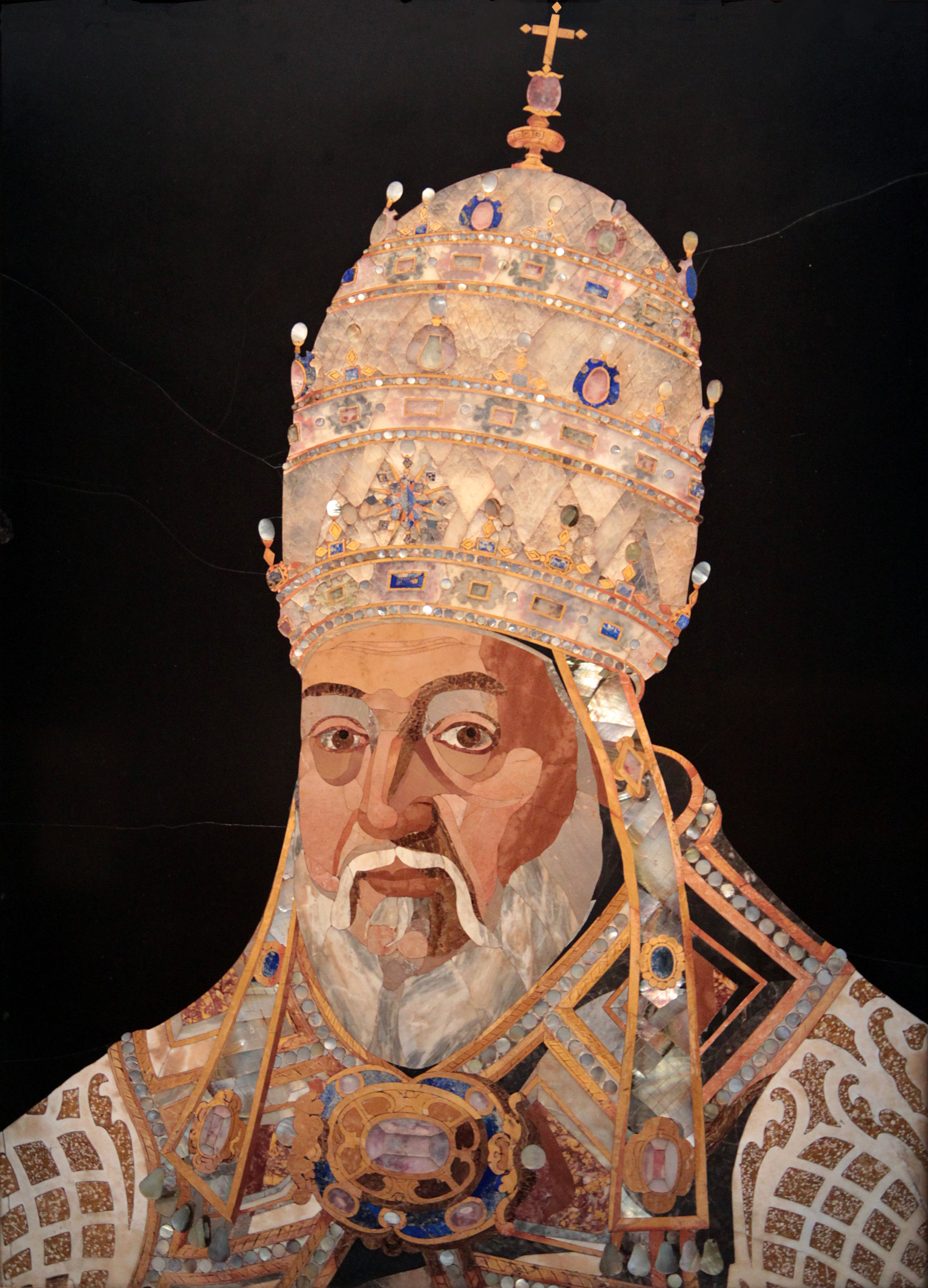
Portrait du pape Clément VIII, mosaïque dessinée par Jacopo Ligozzi (vers 1601, Getty Center).

L'événement le plus notable du pontificat est la réconciliation d'Henri IV avec l’Église. De longues négociations, menées par le cardinal Arnaud d'Ossat, permettent de résoudre une situation compliquée. Le 25 novembre 1592, une bulle institue des prières de quarante-heures pour que la France ne bascule pas dans le  protestantisme. Henri IV se convertit au catholicisme le 25 juillet 1593. Après un délai destiné à éprouver sa sincérité, Clément VIII passe outre au mécontentement de l'Espagne. À l'automne 1595, il accorde solennellement l'absolution à Henri IV. Il met ainsi fin à la guerre de religion qui a déchiré la France pendant trente ans. Il gagne aussi le soutien d'un allié puissant.
En 1598, il favorise la paix de Vervins. Au terme d'une longue lutte, ce traité instaure une paix définitive entre la France et l'Espagne.
Il négocie aussi la paix entre la France et la Savoie.

### Lutte contre les Turcs
Clément VIII fournit à Rodolphe II hommes et argent pour soutenir en Hongrie sa Longue Guerre contre les Ottomans.
Avec Henri IV, il envisage une alliance de toutes les puissances chrétiennes contre les Turcs.

### Expansion territoriale
Le 27 octobre 1597, Alphonse II, duc de Ferrare, meurt sans enfant. Clément VIII est résolu à rattacher les possessions de la famille d'Este aux États pontificaux. L'Espagne et l'Empire encouragent César d'Este, un cousin illégitime d'Alphonse II, à résister au pape. Mais Henri IV les dissuade d'intervenir et c'est presque sans coup férir que l'armée de Clément VIII entre à Ferrare.

## Mort et postérité

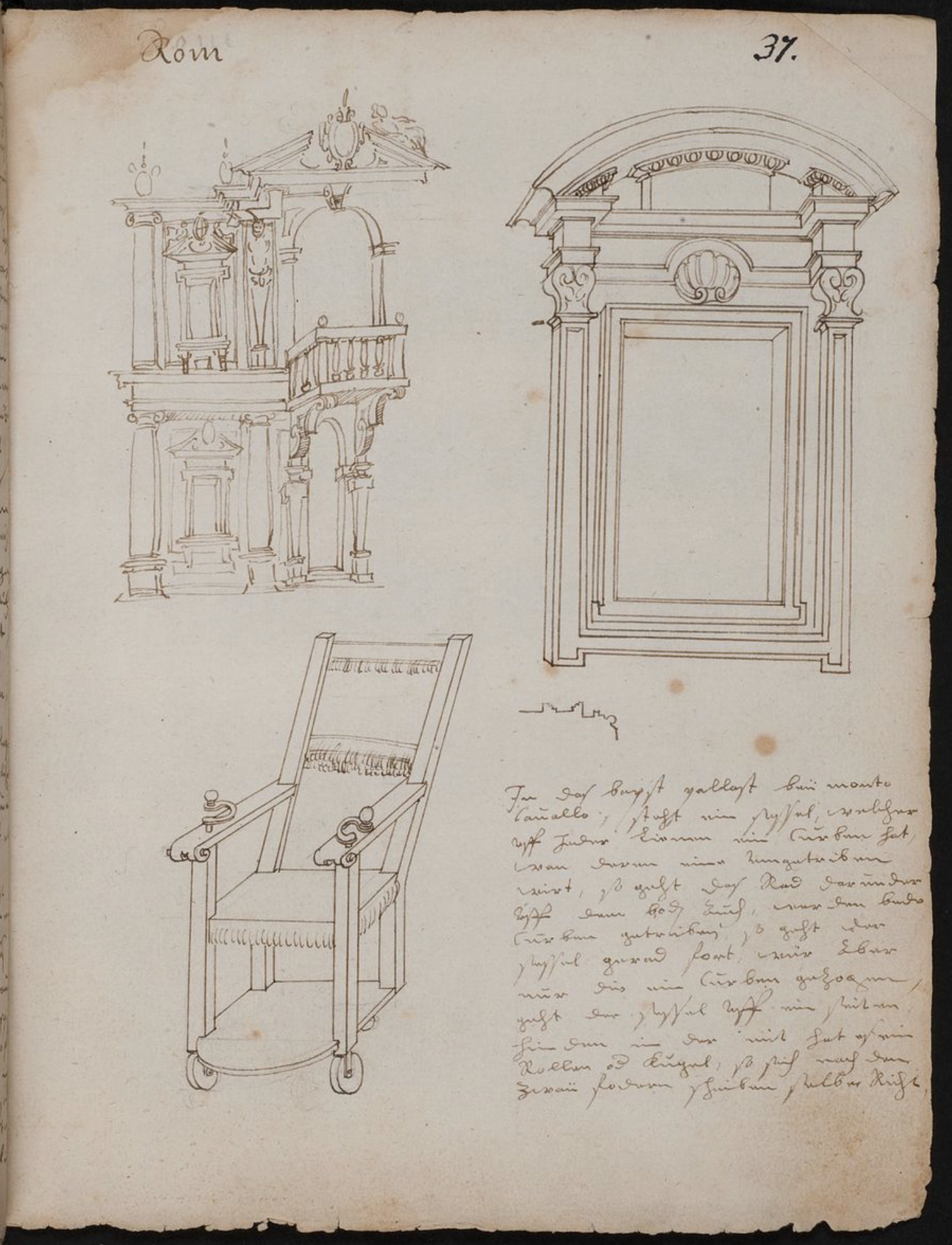
Dessin du journal de voyage de Heinrich Schickhardt, montrant la chaise roulante que le pape utilisait à la fin de sa vie.

Clément VIII donne suite aux projets du peintre florentin Lodovico Cigoli, arrivé à Rome en 1604. L'artiste réalise d'importantes commandes pour les basiliques Saint-Pierre et Saint-Paul-hors-les-murs.
À la fin de sa vie, Clément VIII souffre de la goutte. La maladie le contraint à s'aliter.
Il meurt à Rome le 3 mars 1605. Il est enterré dans la basilique Saint-Pierre. Le pape Paul V lui fait construire un mausolée dans la chapelle Borghèse de la basilique Sainte-Marie-Majeure, où ses restes seront transférés en 1646.

## Anecdotes

### Autorisation du café
Clément VIII aurait autorisé en Occident la consommation du café, considéré alors comme la « boisson sombre de l'Islam » donnée par Satan aux Musulmans pour les consoler de ne pouvoir boire du vin, breuvage sacré du Christ. Après y avoir goûté, il aurait affirmé que « l'arôme du café était chose bien trop agréable pour être l'œuvre du Malin et qu'il serait dommage que les Musulmans en aient l'exclusivité ».

### Autorisation des corridas en Espagne
Le 1er novembre 1567, Pie V avait promulgué la bulle De Salute Gregi qui condamnait sans appel les jeux taurins. Non pas du fait du sort du taureau mais des risques de mort volontaire prise par les hommes (souvent des nobles) dans le ruedo, alors que tous leurs sujets ne peuvent mettre leur vie en danger que pour le roi et l’Église... Les termes de la bulle papale étaient extrêmement clairs : « 1-En de nombreuses villes et autres lieux, on ne cesse d'organiser des spectacles privés ou publics consistant en courses de taureaux ou d'autres animaux sauvages, destinés à faire exhibition de force et d'audace, courses qui occasionnent fréquemment des accidents mortels, des mutilations et sont un danger pour les âmes. »
Grégoire XIII décida, le 25 aout 1575, de lever l’interdiction pour les laïcs par la bulle Exponi nobis ; cependant en avril 1586, Sixte V rappelle, non par une bulle papale mais par le bref Nuper siquidem adressé à l'évêque de Salamanque, les sanctions dévolues aux clercs, réagissant aux interprétations larges proposées par l'Université de cette ville. Les sanctions frappant les clercs sont assouplies pour le clergé séculier par le pape Clément VIII dans la bulle papale Suscepti muneris le 13 janvier 1596.

## Publication
- Cérémonial de Clément VIII (1600)
- Missale Romanum, Ex decreto Sacrosancti Concilii Tridentini restitutum (1612) [lire en ligne]